# Groppenheim
Groppenheim ist ein Gemeindeteil der Stadt Waldsassen im oberpfälzischen Landkreis Tirschenreuth.

## Geografie
Groppenheim liegt im Oberpfälzer Wald, nahe der Grenze zur Tschechischen Republik. Das Dorf liegt fünf Kilometer nordwestlich von Waldsassen.

## Geschichte
Die Bayerische Uraufnahme zeigt Groppenheim in den 1810er Jahren als ein Straßendorf, dessen zehn Herdstellen größtenteils als stattliche Vierseithöfe gebaut sind. Bis in die 1970er Jahre hinein hatte Groppenheim zu der aus 18 Orten bestehenden Gemeinde Kondrau gehört. Als die Gemeinde Kondrau mit der Gebietsreform in Bayern ihre Selbstständigkeit verlor, wurde Groppenheim zusammen mit den Gemeindeteilen Glasmühle, Glaswies, Kondrau, Netzstahl und Wolfsbühl in die Stadt Waldsassen eingegliedert.
| Jahr          | 001819 | 001900 | 001925 | 001950 | 001961 | 001970 | 001987 |
| Einwohnerzahl | 76     | 78     | 59     | 86     | 63     | 51     | 40     |